# WILA Lichttechnik

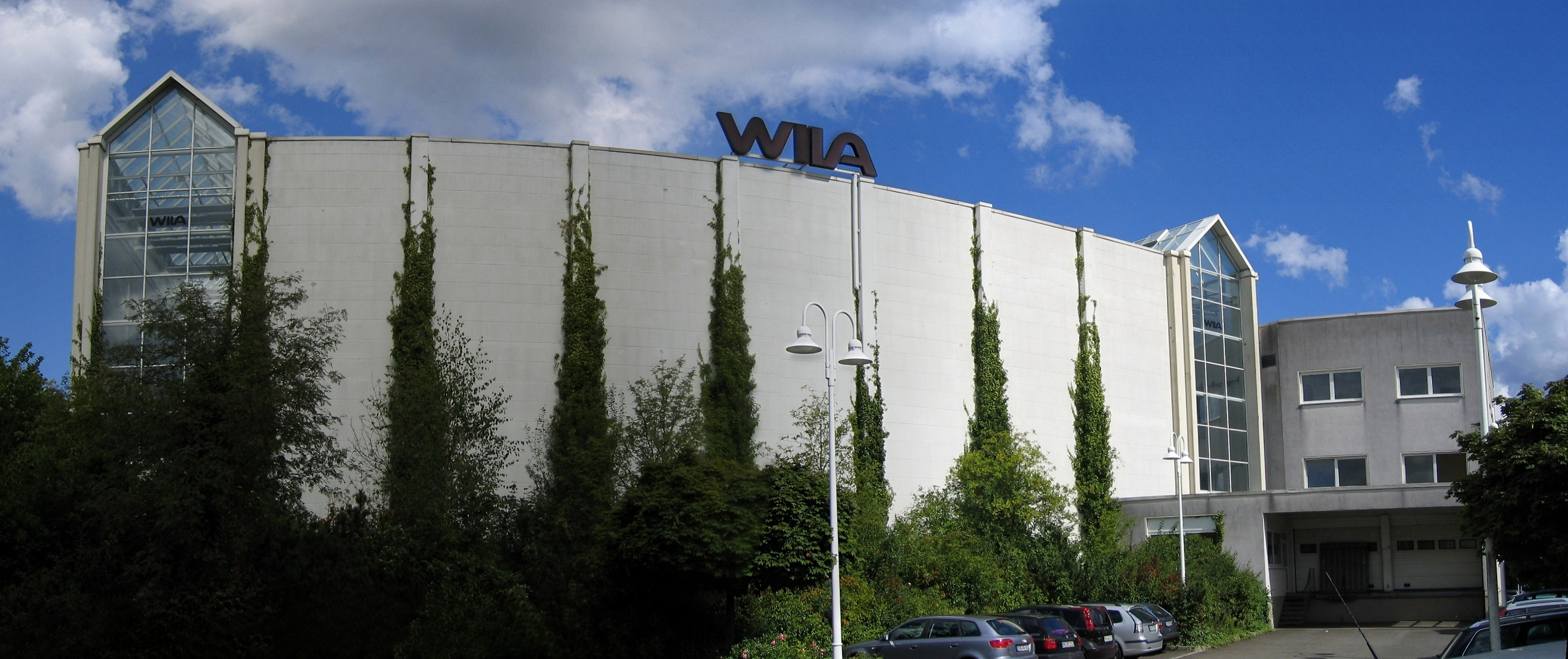
WILA in Iserlohn

Die WILA Lichttechnik GmbH mit Sitz in Iserlohn entwickelt, plant, produziert und vertreibt Lichtwerkzeuge für Lichtanwendungen im Innen- und Außenbereich. Schwerpunkte sind Bürobeleuchtung sowie Beleuchtung von Verwaltungsgebäuden und Bildungseinrichtungen.

## Unternehmensinformationen
Die WILA Lichttechnik GmbH hat ihren Sitz in Iserlohn und ist international ausgerichtet mit Vertriebspartnern in 25 Ländern. Der Schwerpunkt liegt auf dem europäischen Markt.
Das Unternehmen wird von dem Geschäftsführer Jan Paul Harteman geführt.

## Geschichte

### Von 1857 bis zum Ersten Weltkrieg
Das Unternehmen wurde 1857 von Wilhelm von Hagen in Iserlohn gegründet. Der Familienbetrieb produzierte zunächst Messingblech-Rosetten. Nach von Hagens Tod nannte die Witwe 1863 das Unternehmen in Wwe. Wilh. von Hagen um und erweiterte in den 1870ern die Produktion um Messing-Gussteile und Möbelbeschläge, die den Aufschwung vorantrieben. Eine Eintragung im Handelsregister erfolgte am 18. Juni 1886.
1887 übertrug sie das Unternehmen auf ihre Kinder. 1909 trat mit August von Hagen (* 11. Februar 1890 in Iserlohn; † 18. März 1954 in Iserlohn) und Hugo von Hagen die dritte Generation in das Werk ein – zu diesem Zeitpunkt existierte bereits der zweite Betrieb in Meschede. Auf dem Gebiet der Bettbeschläge beherrschte Wwe. Wilh. von Hagen den Inlandsmarkt bis zum Ersten Weltkrieg. Etwa 80 Prozent der Produkte wurden ins Ausland exportiert.

### Von der Weltwirtschaftskrise bis zum Zweiten Weltkrieg
Nach dem Ersten Weltkrieg konnte das Unternehmen schon bald wieder in den Exportmarkt einsteigen. Und selbst von der Weltwirtschaftskrise blieb das Unternehmen durch den hohen Exportanteil zunächst verschont. Bis 1928 beschäftigte der Betrieb 300 Mitarbeiter und erzielte einen Umsatz von 2,5 Millionen Mark. Dann ereilte die Weltwirtschaftskrise Wwe. Wilh. von Hagen doch noch: In den frühen 1930er Jahren schien der Konkurs unvermeidlich – in dieser Zeit schlossen fast ein Drittel der deutschen Industriebetriebe.
Das Unternehmen suchte nach Nischen im Markt und wagte ein Risiko: Es errichtete 1932 eine neue Abteilung für Beleuchtungskörper. Im gleichen Jahr wurden sie auf der Leipziger Herbstmesse erstmals dem Fachpublikum präsentiert. Bis 1938 wuchs der Betrieb zum viertgrößten Produzenten in der deutschen Beleuchtungskörperindustrie heran. Während des Zweiten Weltkrieges erhielt das Unternehmen die Auflage, in die Rüstungsproduktion einzusteigen.

### Von den Nachkriegsjahren bis heute
Beim Tod von August von Hagen (1954) betrug die Beschäftigtenzahl 600. Nach dem Krieg traten Ulrich und Günter von Hagen in der vierten Generation in die Unternehmensführung ein. Die Verhältnisse normalisierten sich allmählich, das Lampengeschäft lief erneut an. 1977 wurde das Unternehmen in WILA Leuchten Wwe. Wilh. von Hagen umbenannt. Als das Unternehmen 1983 vor dem Aus stand, übernahm ein Jahr später Helmuth K. Unger das Unternehmen. Er hatte bereits 1978 die Firma Hartmann & Unger Leuchtenhersteller gegründet. Unger benannte das Unternehmen in WILA Leuchten GmbH um. Innerhalb der Unger-Holding wirkte die WILA Leuchten GmbH wie auch die übernommene Firma Bruck als eigenständiges Unternehmen. Die WILA Leuchten GmbH ging 2004 in Insolvenz. 2005 kaufte die WILA Lichttechnik GmbH die Marke WILA und richtete sich 2013 neu aus.
Seit Februar 2016 ist die WILA Lichttechnik GmbH Teil der NordeonGroup BV., Utrecht, Niederlande.

## Produkte
In den 1980er Jahren legte WILA den Schwerpunkt der Produktion auf technische Leuchten und kompakte Downlights. 1997 brachte das Unternehmen ein Lichtmanagementsystem auf den Markt, mit dem flexible Beleuchtungslösungen realisiert werden. 1999 erweiterte das WILA sein Produktprogramm um lineare Beleuchtungssysteme. 2007 begann WILA mit der Entwicklung der ersten Allgemeinbeleuchtungssysteme auf LED Basis. Heute bietet das Unternehmen Leuchten und Beleuchtungskomponenten und entwickelt gemeinsam mit Lichtplanern und Architekten intelligente Lichtlösungen für zahlreiche Anwendungsbereiche. 2013 entstand die prämierte Produktfamilie alphabet. Mit dieser modular aufgebauten LED-Produktfamilie stellt das Unternehmen eine große Auswahl an Beleuchtungs-Werkzeugen zur Verfügung, mit denen Planer ihre individuellen Auffassungen einer Lichtlösung realisieren können. Ein weiteres Produkt ist die Pendelleuchte Transparency. Ausgeschaltet ist nur der filigrane Rahmen mit einer sichtbaren Höhe von 15 mm sichtbar. Eingeschaltet wird die vorher transparente Fläche zum Lichtobjekt im Raum. Für dieses Gestaltungskonzept wurde  Transparency mehrfach prämiert.

## Projekte
Im Landtag von Nordrhein-Westfalen hat das Unternehmen im Jahr 2006 die neue Lichtgestaltung in der zentralen Bürgerhalle übernommen. Weitere Projekte waren das Toyota-Hauptquartier, das BBC New Media Village in Großbritannien, die Sony-Europa-Zentrale in Berlin, die Lichttechnik von vier Schiffen der AIDA-Flotte, der Flughafen Hamburg oder das Terminal 2 des Airports Dublin. Weitere beispielhafte Projekte des Unternehmens sind der Gasteig in München, die Baader Bank in Unterschleißheim, das Kreishaus in Siegburg, das Bundesverfassungsgericht in Karlsruhe und das DRIVE Volkswagen Group Forum in Berlin.